# Signori di Neuffen

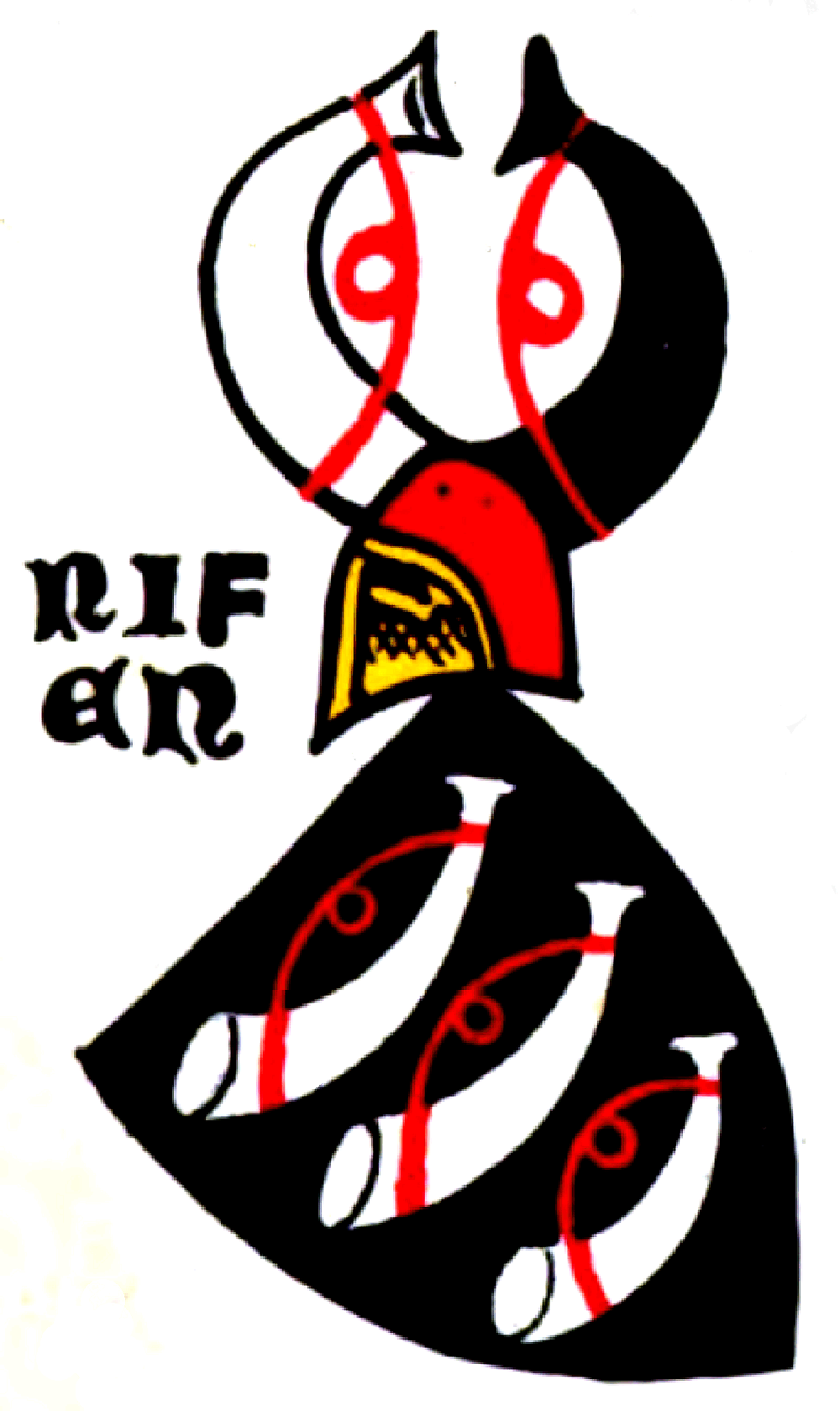
Stemma dei von Neiffen (Nifen) nello Zürcher Wappenrolle del 1340 circa.

I signori di Neuffen (in tedesco Herren von Neuffen, nell'ortografia più antica von Neifen o von Neyffen) furono una nobile famiglia di conti svevi vissuta nel XII e XIII secolo che appartenne alle stirpi più importanti del ducato di Svevia.

## Storia
La dinastia compare per la prima volta nelle fonti con Mangold di Sulmetingen della nobile famiglia dei signori di Sulmentingen, che, come sostenitore del partito papale nella lotta per le investiture, costruì il castello di Hohenneuffen tra il 1100 e il 1120. Sposando Matilde della famiglia dei conti di Urach, entrò a far parte di una delle importanti famiglie nobili sveve. Il figlio di Mangold, Egino, fu il primo della famiglia a prendere il nome del castello di Neuffen. Lui e i suoi discendenti si trovano più volte al seguito dei Welfen e degli Zähringen. A proposito del matrimonio di Bertoldo I con Adelaide, figlia dell'ultimo conte di Gammertingen, nel 1170 gli fu conferita la contea di Achalm e il titolo di conte.
Nell'ultimo decennio del XII secolo, sotto Bertoldo I, la dinastia passò al seguito dei duchi di Svevia della stirpe Hohenstaufen ed il figlio di Bertoldo, Bertoldo, divenne protonotario di Federico II e vescovo di Bressanone, e anche i suoi altri due figli, Enrico e Alberto, sono spesso attestati alla corte reale. Nel tardo regno di Federico, tuttavia, Enrico e i suoi figli passarono dalla parte degli avversari dell'imperatore, sostenendo prima la ribellione di Enrico (VII), in seguito del papa e dell'anti-re Enrico Raspe.
La linea principale della famiglia si estinse già con i figli di Enrico, Enrico II e Gottfried von Neuffen. Le loro contee di Neuffen e Achalm andarono alla linea Marstetter fondata da Alberto. Il nipote di Alberto, Bertoldo IV, vendette il castello di Neuffen a suo cognato Corrado di Weinsberg nel 1284, ma per il resto riuscì a consolidare le proprietà della stirpe intorno a Weißenhorn. Egli sposò Jutta, l'erede del conte Goffredo di Marstetten, e suo figlio Alberto II sposò Elisabetta, erede del conte Bertoldo III di Graisbach. Da questo matrimonio nacque Bertoldo V, probabilmente il membro più importante della famiglia. Come vicario imperiale per l'Italia e capitano dell'Alta Baviera, fu uno dei più stretti confidenti dell'imperatore Ludovico il Bavaro.
L'unico figlio legittimo di Bertoldo, Bertoldo, non era in grado di continuare la stirpe essendo canonico di Augusta, così come il figlio illegittimo Corrado di Weißenhorn. Anche le figlie Elisabetta e Margherita erano religiose, essendo la prima badessa di Niederschönenfeld e la seconda suora clarissa a Monaco. La terza figlia di Bertoldo, Anna, sposò invece Federico il Saggio, così che i beni allodiali della famiglia, come le contee di Marstetten e Graisbach, andarono alla stirpe dei Wittelsbach.

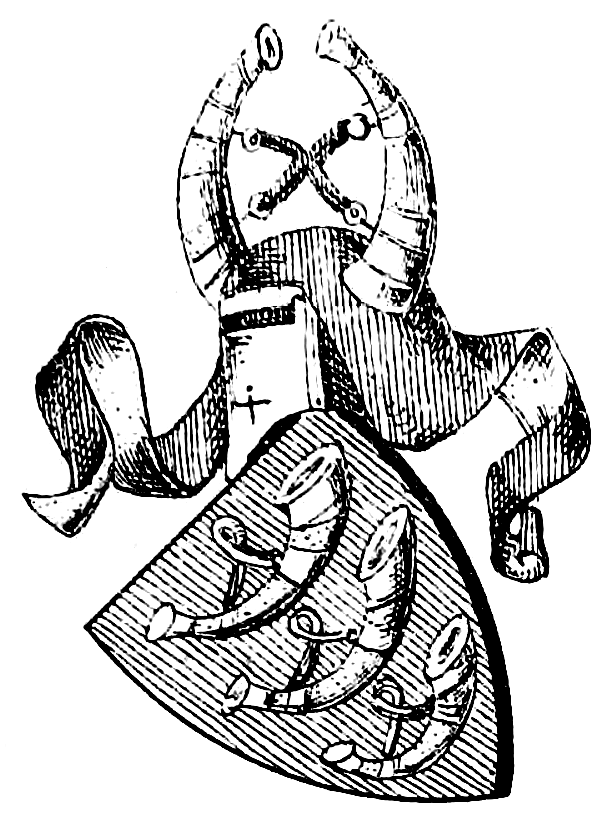
Stemma dei von Neifen nei libri sugli stemmi di Siebmacher (1911).

## Stemma
Lo stemma mostra tre Hifthörner. Si trovano in diverse colorazioni, ad esempio in argento con cordoni rossi su uno scudo blu o in oro con cordoni d'argento su uno scudo rosso. Lo stemma nella cronaca di Weissenhorn di Nikolaus Thoman mostra corna d'argento con corde d'oro su sfondo rosso. Lo stemma di Zurigo, a sua volta, mostra tre Hifthörner d'argento con corde rosse in nero. Due di queste Hifthörner costituiscono parte dell'elmo.

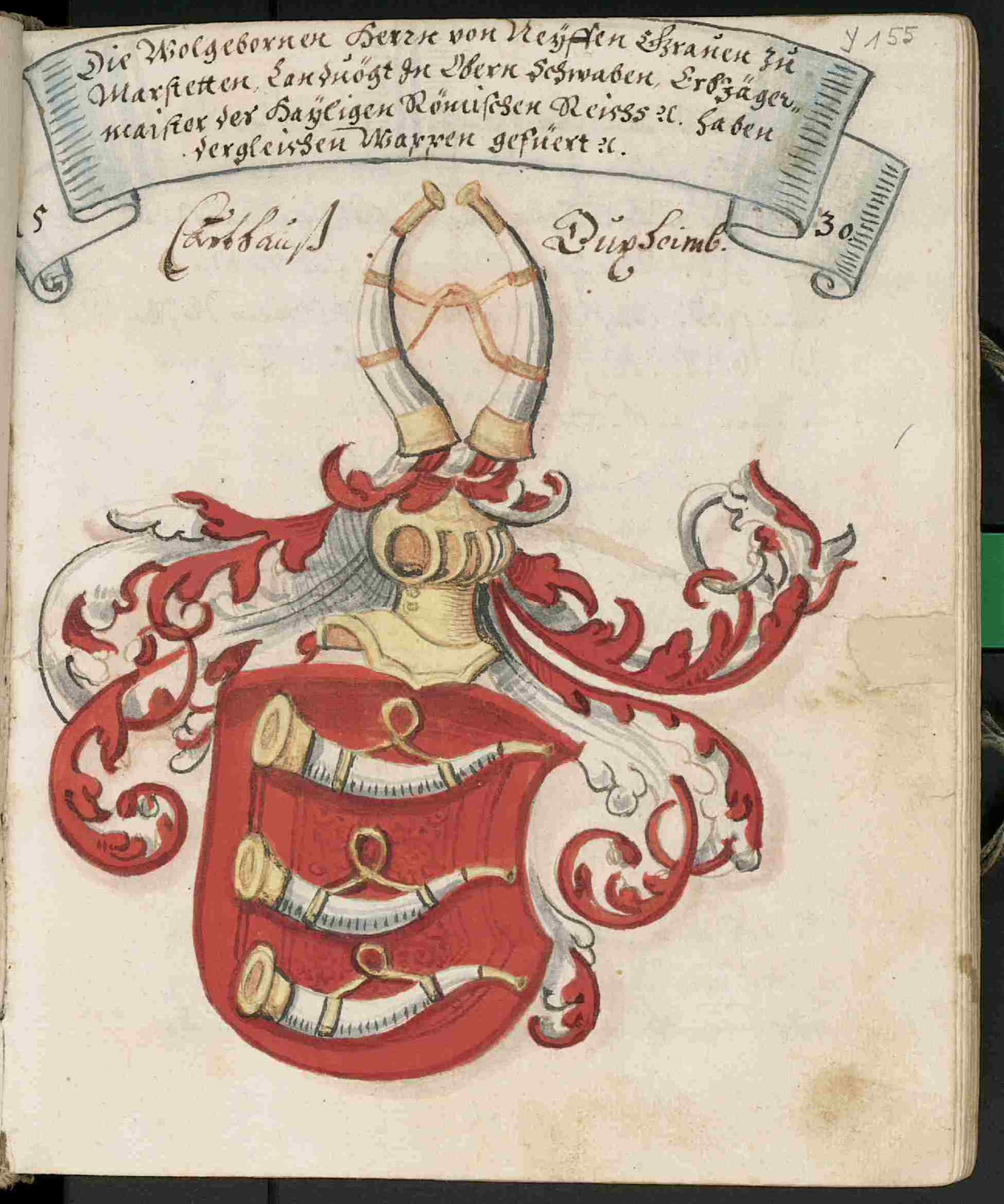
Stemma dei signori di Neyffen, conti di Marstetten, 1530, in: Nikolaus Thoman: Cronaca di Weissenhorn, manoscritto [intorno al 1600]. Kantonsbibliothek Thurgau, Y 155. Provenienza: certosa di Buxheim.

## Albero genealogico

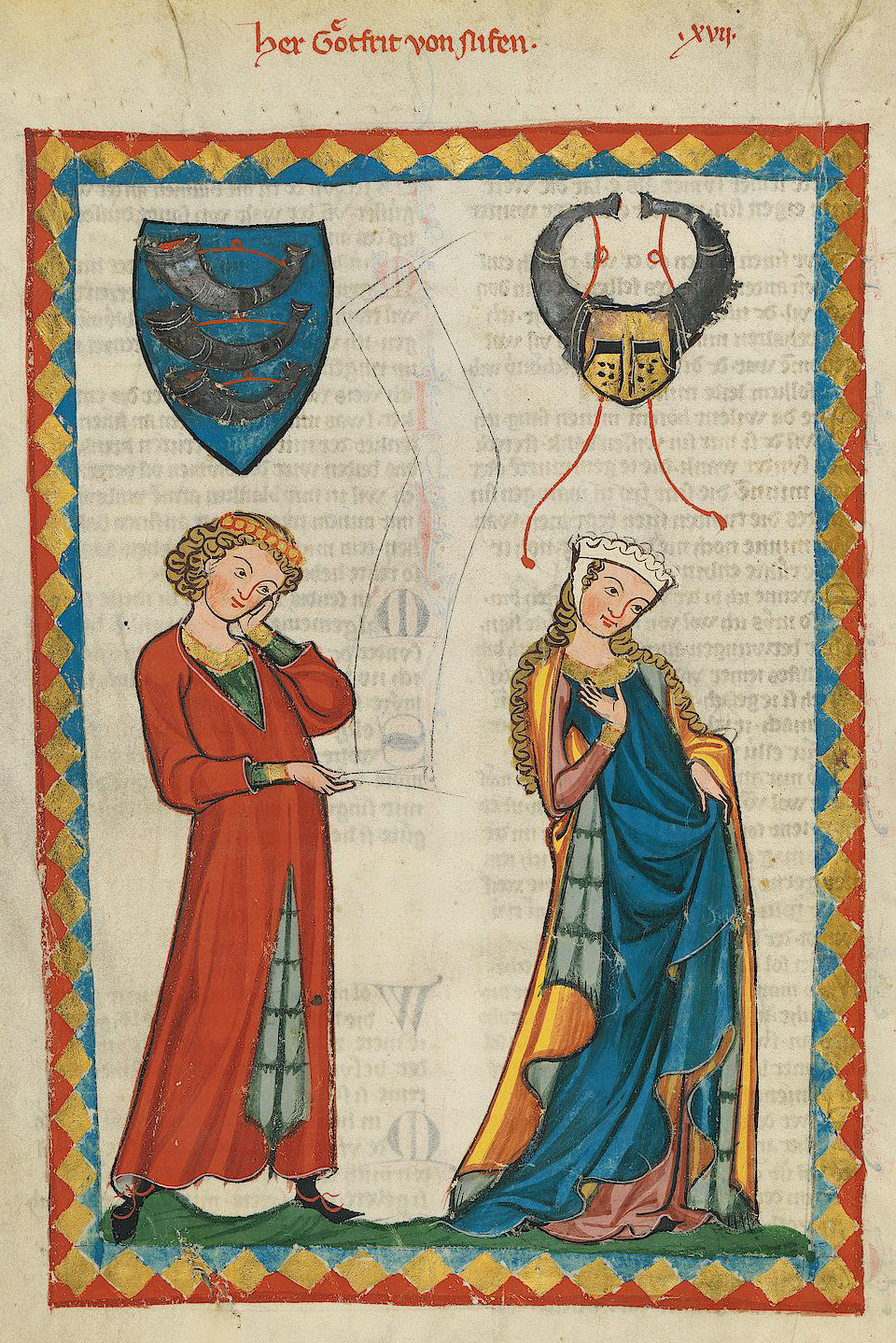
Gottfried von Neifen nel Codex Manesse, 1310 ca.

1. Mangold († 11 agosto 1122), signore di Sulmetingen ∞ Matilde, figlia del conte Egino di Urach.
  1. Egino († dopo il 1147), conte di Neuffen ∞ Werntrud;
  2. Liutfried († dopo il 1160), conte di Neuffen ∞ NN;
    1. Bertoldo I, (1160–1221), conte di Weißenhorn, Neuffen e Achalm ∞ Adelaide († dopo il 1208), figlia di Adalberto II, conte di Achalm-Hettingen.
      1. Matilde († 1225), badessa dell'abbazia di Obermünster a Ratisbona;
      2. Bertoldo († 1224), protonotario di Federico II e vescovo di Bressanone;
      3. Adelaide (1170/75 circa-1240 circa) ∞ (I) che sposò in prime nozze Corrado III, conte di Heiligenberg († 1208) ∞ (II) si risposò con Goffredo, conte di Sigmaringen-Helfenstein († 1241);
      4. Enrico I (1200 circa–1246), conte di Neuffen e Achalm ∞ Adelaide, figlia di Goffredo, conte di Winnenden;
        1. Enrico II († dopo il 1275);
          1. una figlia (Anna?) ∞ Wernhard di Schaunberg;
          2. Bertoldo IV († 1292);
          3. Alberto III († dopo il 1287);
          4. Rodolfo;
          5. Liutgarda († 1299) ∞ Corrado IV il Giovane di Weinsberg.

        2. Bertoldo († dopo il 1258), canonico ad Augusta;
        3. Giuditta (Jutta) († 1237) ∞ Corrado di Winterstetten, Reichsschenk;
        4. Goffredo (Gottfried) († dopo il 1259), Minnesänger ∞ Mechthild;
          1. Rodolfo;
          2. Maria ∞ Ulrico di Magenheim.

        5. Adelaide († 1248) ∞ Egino V, conte di Friburgo e Urach.

      5. Alberto I (1216–1245), conte di Neuffen ∞ Liutgarda di Eberstein.
        1. Bertoldo II († dopo il 1274) ∞ Berchta, figlia di Goffredo, conte di Marstetten;
          1. Bertoldo III;
          2. Goffredo († 1315), rettore di San Maurizio di Augusta (St. Moritz zu Augsburg);
          3. Mechthild († dopo il 1267) ∞ (I) sposò in prime nozze Rodolfo III, conte di Rapperswil ∞ (II) sposò in seconde nozze Ugo I, conte di Werdenberg;
          4. Elisabetta († 1304), badessa dell'abbazia di Baindt.

        2. Alberto II († 1306) ∞ Elisabetta, figlia di Bertoldo III, conte di Graibach;
          1. Elisabetta († dopo il 1354)∞ Ulrico di Abenberg;
          2. Bertoldo V († 1342) ∞ (I) sposò in prime nozze Elisabetta, figlia di Ulrichs, conte di Truhendingen ∞ (II) sposò in seconde nozze Agnese, figlia di Federico IV, burgravio di Norimberga (Hohenzollern)[3];
            1. (I) Elisabetta († dopo il 1333) ∞ Gebeardo di Hohenlohe a Brauneck;
            2. (I) Bertoldo, canonico di Augusta;
            3. (I) Elisabetta († dopo il 1376), badessa dell'abbazia di Niederschönenfeld;
            4. (I) Margherita († 1403), suora clarissa a Monaco di Baviera;
            5. (II) Anna († 1380) ∞ Federico, duca di Baviera-Landshut (Wittelsbach);
            6. (?) Corrado di Weißenhorn († dopo il 1378).

          3. Chiara († 1339) ∞ Giovanni I di Waldburg, Reichstruchsess;
          4. Anna († dopo il 1337), badessa dell'abbazia di Niederschönfeld;
          5. Edvige († 1342) ∞ Corrado di Gundolfingen;
          6. Elisabetta ∞ Ermanno Spät (?) di Faimingen;
          7. Uta ∞ Corrado l'Onesto di Rechberg di Staufeneck.

        3. Corrado, canonico ad Augusta;
        4. Uta ∞ Eberardo, conte di Kirchberg.

  3. Ulrico († prima del 1150), monaco nell'abbazia di Zwiefalten;
  4. Matilde († prima del 1150) monaca nell'abbazia di Zwiefalten.